# Đậu biếc tím
Đậu biếc tím (danh pháp: Clitoria mariana) là một loài thực vật có hoa trong họ Đậu. Loài này được L. miêu tả khoa học đầu tiên.

## Hình ảnh

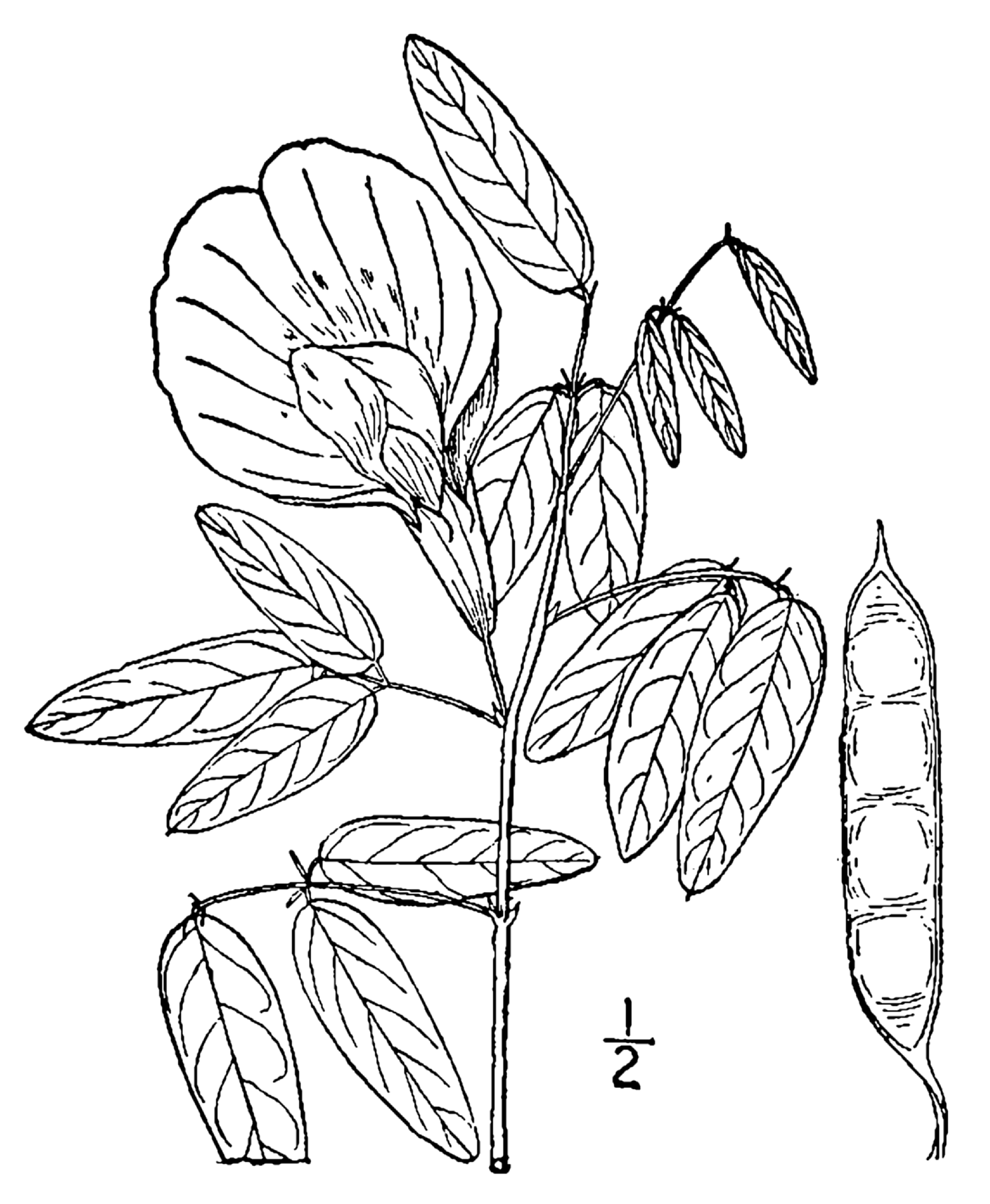
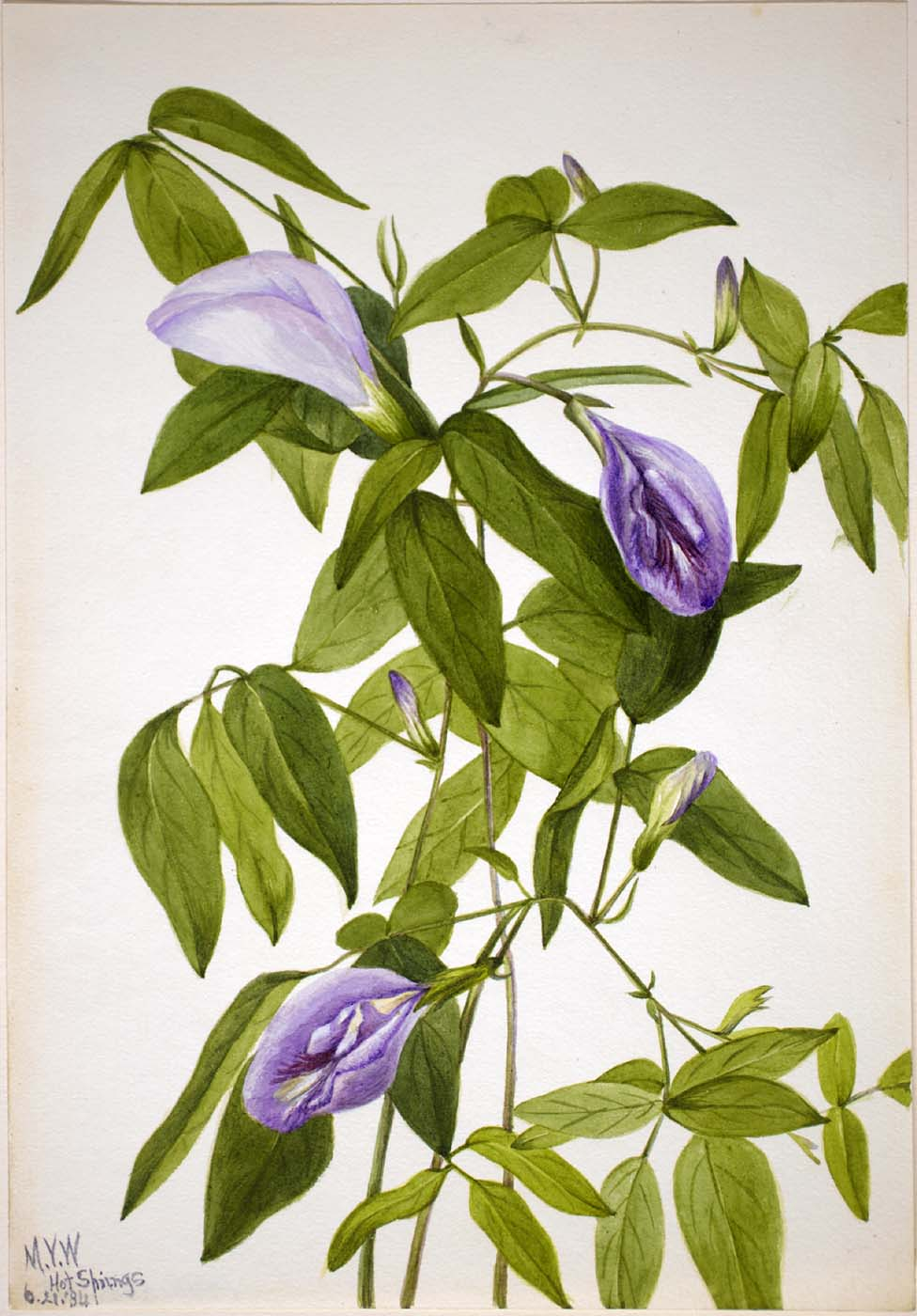
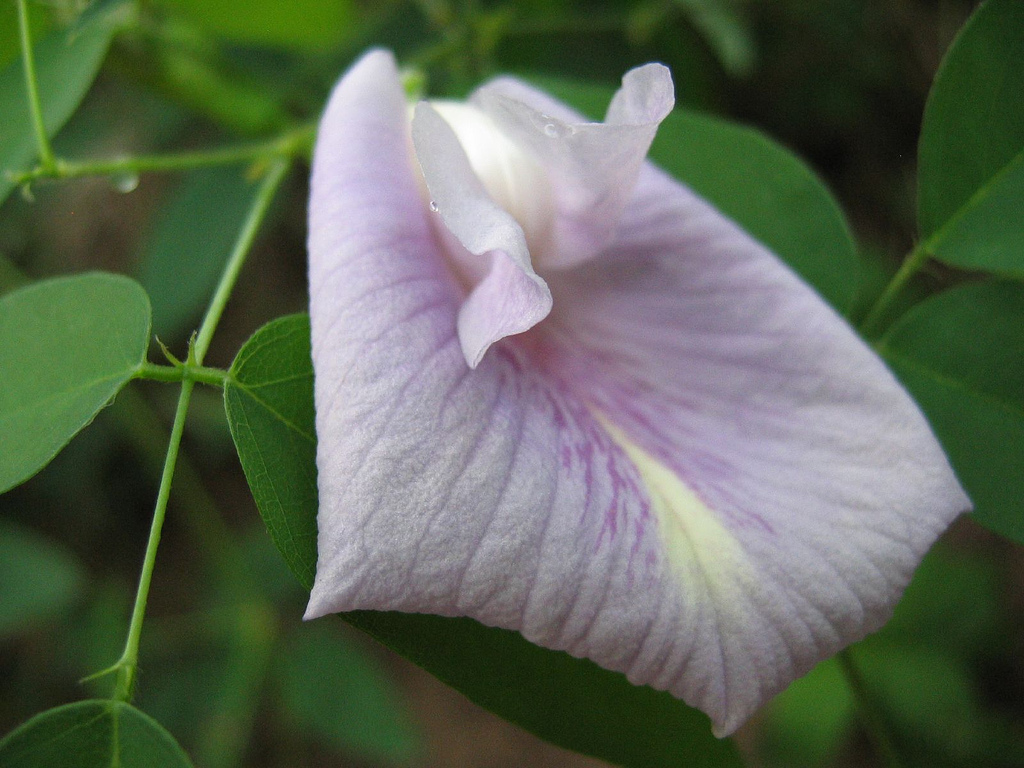